# Dahmouni
Dahmouni (în arabă دھمونى) este o comună din provincia Tiaret, Algeria.
Populația comunei este de 24.983 de locuitori (2008).